# Estadio Pascual Guerrero
Het Estadio Olímpico Pascual Guerrero is een multifunctioneel stadion in de Colombiaaanse stad Cali, de hoofdstad van het departement Valle del Cauca. Het is de thuishaven van voetbalclubs América de Cali en – tot 2008 – Deportivo Cali. Het bouwwerk is vernoemd naar de Colombiaanse dichter Pascual Guerrero (1894-1945). Deportivo betrok in het najaar van 2008 een eigen onderkomen, het Estadio Deportivo Cali.
Het complex, eigendom van de Universidad del Valle, werd geopend op 20 juli 1937 onder de naam Estadio Departamental en heeft een capaciteit van 45.625 toeschouwers. Meerdere grote (sport)evenementen vonden plaats in dit stadion, zoals de Pan-Amerikaanse Spelen 1971 en de strijd om de Copa América 2001. In 2011 was het Estadio Olímpico Pascual Guerrero een van de acht stadions tijdens het WK voetbal onder 20.

## Copa América 2001
| Datum      | Wedstrijd           | Uitslag | Toeschouwers |
| ---------- | ------------------- | ------- | ------------ |
| 13/07/2001 | Peru – Paraguay     | 3 – 3   | 35,000       |
| 13/07/2001 | Brazilië – Mexico   | 0 – 1   | 38,000       |
| 15/07/2001 | Brazilië – Peru     | 2 – 0   | 30,000       |
| 16/07/2001 | Paraguay – Mexico   | 0 – 0   | 40,000       |
| 19/07/2001 | Peru – Mexico       | 1 – 0   | 20,000       |
| 19/07/2001 | Brazilië – Paraguay | 3 – 1   | 40,000       |